# Paranesti (gmina)
Paranesti (gr. Δήμος Παρανεστίου, Dimos Paranestiu) – gmina w Grecji, w administracji zdecentralizowanej Macedonia-Tracja, w regionie Macedonia Wschodnia i Tracja, w jednostce regionalnej Drama. W 2011 roku liczyła 3901 mieszkańców. Powstała 1 stycznia 2011 roku w wyniku połączenia dotychczasowych gmin Paranesti i Nikiforos. Siedzibą gminy jest Paranesti.